# Prosopocera matillai
Prosopocera matillai är en skalbaggsart som beskrevs av Báguena 1952. Prosopocera matillai ingår i släktet Prosopocera och familjen långhorningar. Inga underarter finns listade i Catalogue of Life.